# Blepharicera chattooga
Blepharicera chattooga är en tvåvingeart som beskrevs av Gregory W.Courtney 2000. Blepharicera chattooga ingår i släktet Blepharicera och familjen Blephariceridae.
Artens utbredningsområde är South Carolina. Inga underarter finns listade i Catalogue of Life.